# Falling Awake
«Falling Awake» («Cayendo despierto») es el primer sencillo promocional de su tercer álbum en estudio What Lies Beneath que se daba a conocer la noticia el 19 de julio,lanzado el 3 de agosto de 2010. La canción fue compuesta por Tarja Turunen y Johnny Andrews y producida por la propia Tarja Turunen.
El sencillo contiene además "The Good Die Young", canción de la banda alemana Scorpions, en la cual colabora la soprano, sólo que en esta versión (Tarja Version), es más notable su voz.

## Canciones
1. Falling Awake (Special Mix) - 4:18
2. The Good Die Young (Tarja Version) - 5:11

## Invitados
Hay tres versiones de esta canción con un guitarrista diferente para cada una de ellas. Joe Satriani toca en la versión del álbum, Jason Hook (Five Finger Death Punch) aparece en la versión del sencillo, y Julian Barrett aparece en la versión de descarga gratuita.

## Videoclip
Un video promocional fue publicado con tomas del detrás de cámaras de la realización de What Lies Beneath.